# Enfärgad gråfågel
Enfärgad gråfågel (Ceblepyris caesius) är en fågel i familjen gråfåglar inom ordningen tättingar.

## Utseende och läte
Enfärgad gråfågel är en stor och kraftig enfärgad grå gråfågel. Runt ögat ryns en ljus ring, vilket ger ansiktet ett snällt uttryck. Hanen är mörkare grå än honan. Lätet är ett dämpad, ljust och stigande "seeeeup".

## Utbredning och systematik
Enfärgad gråfågel delas in i tre underarter:
- purus – förekommer från Sudan och Etiopien till Uganda och Malawi
- preussi – förekommer i regnskogar i bergen i sydöstra Nigeria och Kamerun samt på ön Bioko
- caesius – förekommer från Zimbabwe och Moçambique till östra Sydafrika

Underarten preussi inkluderas ofta i purus.

### Släktestillhörighet
Enfärgad gråfågel placerades tidigare i släktet Coracina och vissa gör det fortfarande. Den och flera andra afrikanska gråfåglar lyfts dock numera oftast ut till släktet Ceblepyris efter genetiska studier.

## Levnadssätt
Enfärgad gråfågel hittas i skogar, förutom i Sydafrika enbart i bergstrakter. Fågeln är tystlåten och diskret; den kan lätt förbises när den långsamt rör sig genom skogens mellersta skikt.

## Status
Arten har ett stort utbredningsområde och beståndet anses vara stabilt. Internationella naturvårdsunionen IUCN listar den därför som livskraftig (LC).